# Beziehungen zwischen der Europäischen Union und Japan
Die Europäische Union und Japan stehen in engen politischen und wirtschaftlichen Beziehungen zueinander. Der Industriestaat Japan ist Mitglied der Organisation für wirtschaftliche Zusammenarbeit und Entwicklung (OECD); Japan und die drei großen Mitglieder der EU gehören zur Gruppe der Sieben (G7), bei der die Europäische Kommission Beobachterstatus hat. Das 2019 in Kraft getretene Freihandelsabkommen zwischen der Europäischen Union und Japan ist das bisher umfangreichste bilaterale Handelsabkommen der EU.

## Geschichte
Der Zweite Weltkrieg hatte in Europa und im pazifischen Raum unermessliches menschliches Leid verursacht und auch schwere materielle Zerstörungen gebracht, dazu wurde auch der gesamte Welthandel dem Diktat des Krieges unterworfen. Die neue deutsch-französische Verständigung (Schuman-Plan, Montanunion) ermöglichte für das Nachkriegseuropa den Prozess der europäischen Integration. Japan war der letzte Verlierer des Krieges (2. September 1945) und musste seine Pläne für eine „Großostasiatische Wohlstandssphäre“ begraben.
In den Zeiten des Ost-West-Konflikts wurde auch Japan wie die Staaten der Europäischen Union (EU) als Teil der Westlichen Welt gesehen. Engere Beziehungen Japans mit der EWG (welche sich zur EG und dann zur EU entwickelte) bestehen erst seit 1959, in diesem Jahr entsandte Japan erstmals einen Vertreter zur damaligen Europäischen Gemeinschaft (EWG). 1974 wurde eine EG-Delegation im Gegenzug nach Tokio gesandt.
Seit 1991 findet jährlich ein Gipfeltreffen zwischen der EU und Japan statt, anfangs wurde dies in Den Haag abgehalten, mittlerweile findet es abwechselnd in Brüssel (Sitz der wichtigsten EU-Institutionen) und Tokio (Japanische Hauptstadt) statt. An diesen Gipfeln nehmen Vertreter des Europäischen Rates, der EU-Kommission und der japanischen Regierung teil.
1992 folgte die Gründung des EU–Japan Fest zum kulturellen Austausch zwischen Japan und der jeweiligen Kulturhauptstadt Europas.
2001 wurde der Aktionsplan „Gestaltung unserer gemeinsamen Zukunft“ unterzeichnet, welcher zum Ziel hat die wirtschaftlichen Beziehungen zu stärken, eine engere Zusammenarbeit in der Sicherheitspolitik, Bewältigung von globalen und gesellschaftlichen Herausforderungen und die Zusammenführung von Menschen und Kulturen. 2006 wurde ein Abkommen zur friedlichen Nutzung der Kernenergie geschlossen.

## Aktuell
Am 1. Februar 2019 trat das zwischen 2013 und 2017 ausgehandelte Freihandelsabkommen zwischen der EU und Japan in Kraft. Es stellt das bisher umfangreichste bilaterale Handelsabkommen der EU dar. Durch dieses sollen die wirtschaftlichen und politischen Beziehungen zwischen diesen beiden wichtigen Handelsräumen, aber auch die generelle Rolle der EU in Asien gestärkt werden.
Japan ist einer der zehn strategischen Partner der Europäischen Union im asiatisch-pazifischen Raum und laut Aussage des Europäischen Auswärtigen Dienstes ein gleichgesinnter Verbündeter.

### Wirtschaftliche Beziehungen
Japan ist derzeit der siebtgrößte Handelspartner der EU, gleichzeitig ist die EU der drittgrößte Handelspartner Japans.
Nachdem die EU und Japan 2019 ihr höchstes Handelsvolumen im Güterhandel verzeichneten, sank das Handelsvolumen im folgenden ersten Jahr der Corona-Pandemie. Im Jahr 2020 exportierte die Europäische Union (EU-27) Waren im Wert von rund 55,2 Milliarden Euro nach Japan. Parallel importierte die EU im Jahr 2020 Güter im Wert von rund 54,9 Milliarden Euro aus Japan. Mit einem Wert von rund 0,23 Milliarden Euro erzielte die EU erstmals seit 2013 wieder einen Handelsbilanzüberschuss im Güterhandel mit Japan.
|               | 2010  | 2011  | 2012  | 2013  | 2014  | 2015  | 2016  | 2017  | 2018  | 2019  | 2020  |
| ------------- | ----- | ----- | ----- | ----- | ----- | ----- | ----- | ----- | ----- | ----- | ----- |
| Exporte EU    | 57,69 | 59,68 | 55,06 | 48,84 | 48,08 | 50,71 | 52,3  | 54,06 | 57,81 | 62,66 | 55,18 |
| Importe EU    | 39,16 | 44,07 | 50,15 | 48,58 | 48,79 | 51,1  | 54,65 | 57,13 | 59,59 | 62,99 | 54,95 |
| Handelsbilanz | 18,53 | 15,61 | 4,91  | 0,26  | −0,71 | −0,38 | −2,36 | −3,07 | −1,78 | −0,32 | 0,23  |